# Erik Dahlbergsgymnasiet

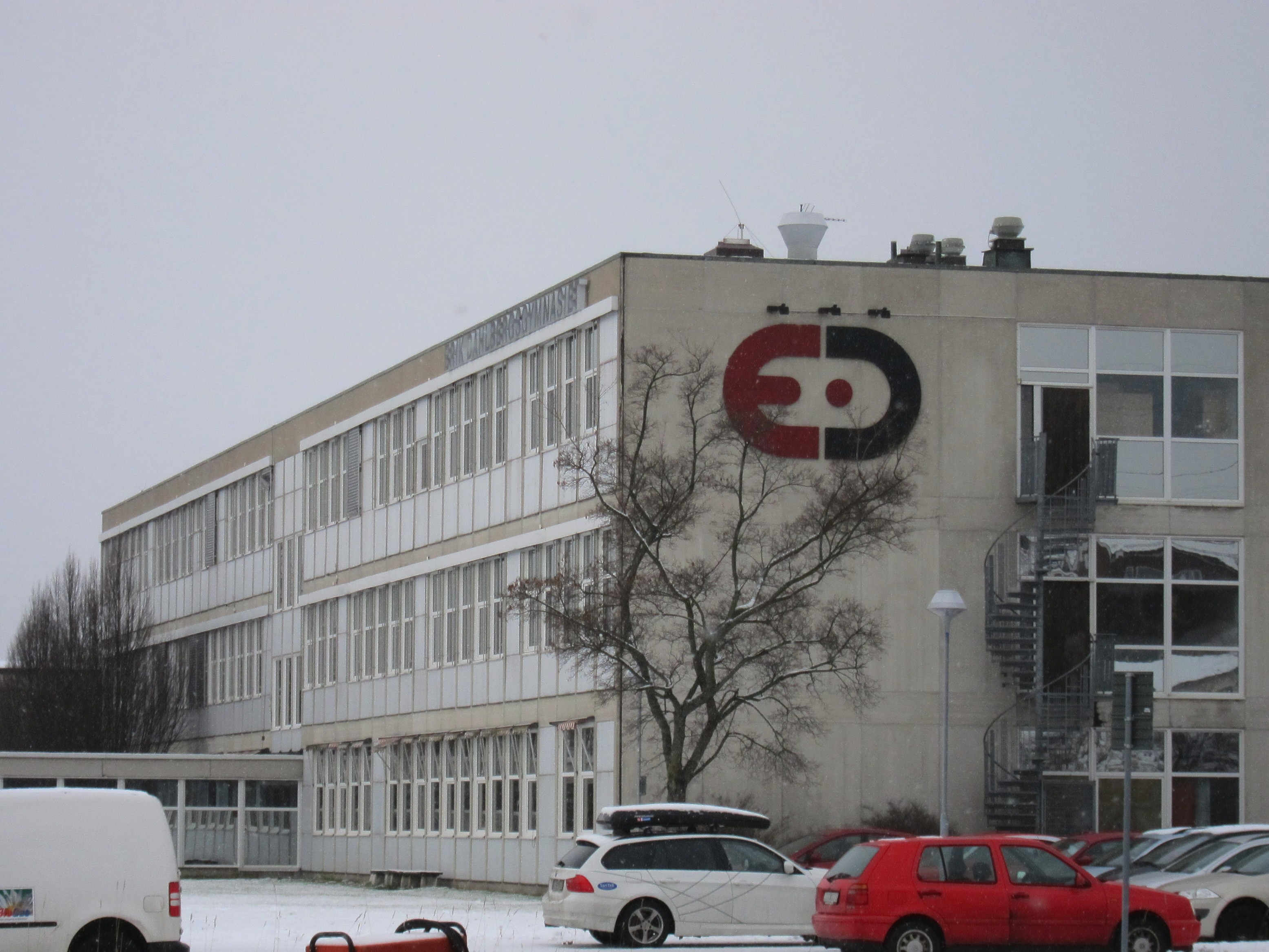
H-huset, Erik Dahlbergsgymnasiet

Erik Dahlbergsgymnasiet är en kommunal gymnasieskola i Jönköping och med omkring 1 540 elever den största skolan i regionen. Undervisningen sker på sju program: Ekonomi, Samhällsvetenskap, Naturvetenskap, Teknik, Vård- & omsorg, VVS- & fastighet samt Yrkesintroduktionsprogrammen mot Vård- & omsorg och VVS- & fastighet.

## Historik
Erik Dahlbergsgymnasiet grundades 1949 under namnet Jönköpings tekniska gymnasium med en 
skolbyggnad vid Norra Strandgatan (numera Frimurarhuset). Skolans fokus låg länge på just tekniska utbildningar. Efter hand breddades utbildningsutbudet och namnet ändrades 1970 till Erik Dahlbergsgymnasiet efter Erik Dahlbergh. Nuvarande lokaler på den tidigare platsen för Jönköping Östra station invigdes i etapper åren 1961–1994.  Högste ansvarig tjänsteman för Erik Dahlbergsgymnasiet har fram till millennieskiftet varit en ansvarig rektor. Men i och med att Erik Dahlbergsgymnasiet växte och fler rektorer anställdes, leds skolan numera av en gymnasiechef, fem rektorer och övrig ledningsgrupp.

## Philuren
Philuren var en humoristisk publikation som utgavs årligen 1951–1993 av avgångsklasserna vid dåvarande Tekniska gymnasiet. Den innehöll presentationer av eleverna i avgångsklasserna samt skämt av delvis lokal karaktär. Behållningen bekostade ursprungligen en studieresa för avgångsklasserna. I samband med att de fyraåriga tekniska gymnasielinjerna försvann upphörde också utgivandet av Philuren.

## Gymnasieprogram
Under läsåret 2023/2024 utbildades cirka 1540 elever på fyra nationella gymnasieprogram, två yrkesprogram samt ett introduktionsprogram  enligt Skolverkets läroplan (GY11).

### Naturvetenskapsprogrammet (NA)
- Inriktning Naturvetenskap
- Inriktning Naturvetenskap och samhälle

### Ekonomiprogrammet (EK)
- Inriktning Ekonomi
- Inriktning Juridik

### Samhällsvetenskapsprogrammet (SA)
- Inriktning Samhällsvetenskap
- Inriktning Beteendevetenskap

### Teknikprogrammet (TE)
- Inriktning Samhällsbyggande och miljö
- Inriktning Teknikvetenskap
- Inriktning Informations- och medieteknik
- Inriktning Design- och produktutveckling

### VVS- och fastighetsprogrammet (VF)
- Inriktning Kyl- och värmepumpsteknik
- Inriktning VVS-teknik

### Vård- och omsorgsprogrammet (VO)
- Programmet har inga inriktningar

### Introduktionsprogram(IMY)
- Yrkesintroduktion (VF)
- Yrkesintroduktion (VO)